# سیارک ۹۸۷۲
سیارک ۹۸۷۲ (به انگلیسی: 9872 Solf، نامگذاری:1992DJ4) نه هزار و هشتصد و هفتاد و دومین سیارک کشف شده‌است که در ۲۷ فوریه ۱۹۹۲ کشف شد.
قدر مطلق سیارک برابر ۱۴٫۶۰ است.